# Ritratto di giovane donna (Tiziano)
Il Ritratto di giovane donna è un disegno a gessetto su carta bruna (41,9x26,5 cm) di Tiziano, databile al 1515 circa e conservato nel Gabinetto dei Disegni e delle Stampe di Firenze. 

## Storia e descrizione
Se l'attribuzione è abbastanza assodata, la datazione dell'opera presenta maggiori difficoltà, e si basa sulla somiglianza della fanciulla con altre donne in opere degli anni dieci. Anche il portamento obliquo e la spiccata volumetria rimandano alle opere di quel periodo.
Il disegno era forse il cartone per un'opera mai realizzata. Mostra una fanciulla a mezza figura col busto ruotato di tre quarti verso sinistra e la testa rivolta invece a destra, leggermente abbassata. Se l'abito e i capelli sono appena delineati, più curato è il volto, lumeggiato di gessetto bianco.